# Otávio (football, 1995)
Pour les articles homonymes, voir Otávio.
Otávio Edmilson da Silva Monteiro, plus communément appelé Otávio ou encore Otavinho, né le 9 février 1995 à João Pessoa au Brésil est un footballeur international portugais qui évolue au poste de milieu offensif à Al-Nassr FC.

## Biographie

### En club

#### Débuts et formation (2006-2012)
Entre 2006 et 2010, Otávio joue avec les jeunes du FC Santa Cruz, club de Série D à l'époque puis sera repéré par le SC Internacional en 2010 où il y termine sa formation en 2012.

#### SC Internacional (2012-2014)
Otávio fait ses débuts professionnels le 15 juillet 2012 lors d'un match nul 0-0 face à Santos. Il rentre en fin de match. En 2013, grâce à de bonnes prestations, Otavinho est désigné comme l'un des meilleurs joueurs des Colorados de la saison.

#### Révélation au FC Porto (2015-2023)
Le 1er septembre 2014, le jeune Otávio signe en faveur du FC Porto. Sa clause libératoire est de 50 millions d'euros.
Il joue tout d'abord avec la réserve du club, le FC Porto B, en 2e division portugaise jusqu'en janvier 2015, puis sera prêté jusqu'à la fin de la saison au Vitória SC. Sans espace dans l'effectif de Julen Lopetegui pour la saison 2015-2016, il sera de nouveau prêté au club de la ville de Guimarães.
À la suite de sa très bonne saison, sa chance au FC Porto lui sera enfin donnée par Nuno Espírito Santo pour la saison 2016-2017, et devient par la suite un joueur incontournable du club, avec lequel il prend part à 283 matchs et inscrit 31 buts.

#### Al Nassr (depuis 2023)
Le 22 août 2023, il signe pour 60 millions d'euros à Al-Nassr en rejoignant notamment Cristiano Ronaldo. Il y dispute son premier match le 25 août en championnat face à Al-Fateh (victoire 5-0).

### Sélection nationale
De nationalité brésilienne, Otávio dispute quatre rencontres avec les équipes jeunes du Brésil mais n'est jamais appelé par la Canarinha.
En mars 2021, il obtient  la nationalité portugaise et devient une option pour la Seleção das Quinas. Le sélectionneur portugais, Fernando Santos, admet avoir pensé à lui lorsqu'il a établi sa liste pour l'Euro 2020 sans finalement le retenir. Il est appelé lors de la liste suivante, le 26 août, deux mois après l'Euro, pour la trêve internationale de début septembre 2021. Le Portugal affronte l'Irlande et l'Azerbaïdjan pour le compte des éliminatoires de la Coupe du monde 2022 et le Qatar en match amical.
Otávio est titularisé lors de la rencontre amicale contre le Qatar, remportée par le Portugal sur le score de 3-1, le 4 septembre 2021. Pour sa première sous ses nouvelles couleurs, il inscrit le but du 2-0, de la tête à la suite d'un centre de Gonçalo Guedes à la 25e minute de jeu.
Le 10 novembre 2022, il est sélectionné par Fernando Santos pour participer à la Coupe du monde 2022.

## Statistiques

### Générales
| Saison                | Club                  | Championnat           | Championnat | Championnat | Championnat | Coupe nationale | Coupe nationale | Coupe nationale | Coupe de la Ligue | Coupe de la Ligue | Coupe de la Ligue | Supercoupe | Supercoupe | Supercoupe | Compétition(s) continentale(s) | Compétition(s) continentale(s) | Compétition(s) continentale(s) | Compétition(s) continentale(s) | Ligue d’État | Ligue d’État | Ligue d’État | Total | Total | Total |
| Saison                | Club                  | Division              | M.          | B.          | P.d.        | M.              | B.              | P.d.            | M.                | B.                | P.d.              | M.         | B.         | P.d.       | Comp.                          | M.                             | B.                             | P.d.                           | M.           | B.           | P.d.         | M.    | B.    | P.d.  |
| 2012                  | SC Internacional      | Serie A               | 7           | 0           | -           | -               | -               | -               | -                 | -                 | -                 | -          | -          | -          | -                              | -                              | -                              | -                              | -            | -            | -            | 7     | 0     | 0     |
| 2013                  | SC Internacional      | Serie A               | 26          | 6           | -           | 6               | 1               | -               | -                 | -                 | -                 | -          | -          | -          | -                              | -                              | -                              | -                              | 7            | 0            | -            | 39    | 7     | 0     |
| 2014                  | SC Internacional      | Serie A               | 6           | 0           | -           | 1               | 0               | -               | -                 | -                 | -                 | -          | -          | -          | -                              | -                              | -                              | -                              | 9            | 0            | -            | 16    | 0     | 0     |
| Sous-total            | Sous-total            | Sous-total            | 39          | 6           | -           | 7               | 1               | -               | -                 | -                 | -                 | -          | -          | -          | -                              | -                              | -                              | -                              | 16           | 0            | -            | 62    | 7     | 0     |
| 2014-2015             | FC Porto B            | Segunda Liga          | 6           | 2           | 3           | -               | -               | -               | -                 | -                 | -                 | -          | -          | -          | -                              | -                              | -                              | -                              | -            | -            | -            | 6     | 2     | 3     |
| Sous-total            | Sous-total            | Sous-total            | 6           | 2           | 3           | -               | -               | -               | -                 | -                 | -                 | -          | -          | -          | -                              | -                              | -                              | -                              | -            | -            | -            | 6     | 2     | 3     |
| 2014-2015             | Vitória SC (prêt)     | Primeira Liga         | 10          | 1           | 0           | -               | -               | -               | 1                 | 0                 | 0                 | -          | -          | -          | -                              | -                              | -                              | -                              | -            | -            | -            | 11    | 1     | 0     |
| 2015-2016             | Vitória SC (prêt)     | Primeira Liga         | 25          | 6           | 9           | 1               | 0               | 0               | -                 | -                 | -                 | -          | -          | -          | C3                             | 1                              | 0                              | 0                              | -            | -            | -            | 27    | 6     | 9     |
| Sous-total            | Sous-total            | Sous-total            | 35          | 7           | 9           | 1               | 0               | 0               | 1                 | 0                 | 0                 | 0          | 0          | 0          | -                              | 1                              | 0                              | 0                              | -            | -            | -            | 38    | 7     | 9     |
| 2016-2017             | FC Porto              | Primeira Liga         | 23          | 1           | 8           | 2               | 1               | 0               | -                 | -                 | -                 | -          | -          | -          | C1                             | 8                              | 1                              | 2                              | -            | -            | -            | 33    | 3     | 10    |
| 2017-2018             | FC Porto              | Primeira Liga         | 15          | 2           | 1           | 3               | 1               | 1               | 1                 | 0                 | 0                 | -          | -          | -          | C1                             | 2                              | 0                              | 0                              | -            | -            | -            | 21    | 3     | 2     |
| 2018-2019             | FC Porto              | Primeira Liga         | 28          | 3           | 8           | 5               | 1               | 0               | 2                 | 0                 | 0                 | 1          | 0          | 1          | C1                             | 8                              | 2                              | 1                              | -            | -            | -            | 44    | 6     | 10    |
| 2019-2020             | FC Porto              | Primeira Liga         | 31          | 2           | 10          | 5               | 0               | 3               | 4                 | 0                 | 0                 | -          | -          | -          | C1+C3                          | 1+7                            | 0                              | 0+2                            | -            | -            | -            | 48    | 2     | 15    |
| 2020-2021             | FC Porto              | Primeira Liga         | 26          | 3           | 8           | 5               | 1               | 4               | 1                 | 0                 | 0                 | 1          | 0          | 0          | C1                             | 9                              | 1                              | 0                              | -            | -            | -            | 42    | 5     | 12    |
| 2021-2022             | FC Porto              | Primeira Liga         | 32          | 3           | 12          | 7               | 2               | 1               | 1                 | 0                 | 0                 | -          | -          | -          | C1+C3                          | 6+3                            | 0                              | 0                              | -            | -            | -            | 49    | 5     | 13    |
| 2022-2023             | FC Porto              | Primeira Liga         | 27          | 5           | 7           | 6               | 2               | 2               | 4                 | 0                 | 2                 | -          | -          | -          | C1                             | 7                              | 0                              | 2                              | -            | -            | -            | 44    | 7     | 13    |
| 2023-2024             | FC Porto              | Primeira Liga         | 1           | 0           | 0           | -               | -               | -               | -                 | -                 | -                 | 1          | 0          | 0          | -                              | -                              | -                              | -                              | -            | -            | -            | 2     | 0     | 0     |
| Sous-total            | Sous-total            | Sous-total            | 183         | 19          | 54          | 33              | 8               | 11              | 13                | 0                 | 2                 | 3          | 0          | 1          | -                              | 51                             | 4                              | 7                              | -            | -            | -            | 283   | 31    | 75    |
| 2023-2024             | Al-Nassr FC           | Saudi Pro League      | 29          | 10          | 5           | 5               | 0               | 2               | -                 | -                 | -                 | 1          | 0          | 0          | ACL                            | 9                              | 1                              | 0                              | -            | -            | -            | 44    | 11    | 7     |
| 2024-2025             | Al-Nassr FC           | Saudi Pro League      | 10          | 0           | 1           | 2               | 0               | 0               | -                 | -                 | -                 | 2          | 0          | 0          | ACL                            | 4                              | 0                              | 1                              | -            | -            | -            | 18    | 0     | 2     |
| Sous-total            | Sous-total            | Sous-total            | 39          | 10          | 6           | 7               | 0               | 2               | 0                 | 0                 | 0                 | 3          | 0          | 0          | -                              | 13                             | 1                              | 1                              | -            | -            | -            | 62    | 11    | 9     |
| Total sur la carrière | Total sur la carrière | Total sur la carrière | 302         | 44          | 72          | 48              | 9               | 13              | 14                | 0                 | 2                 | 6          | 0          | 1          | -                              | 65                             | 5                              | 8                              | 16           | 0            | -            | 451   | 58    | 96    |

## Palmarès

### En club

#### SC Internacional
- Vainqueur du Campeonato Gaucho en 2013 et 2014.

#### FC Porto
- Champion du Portugal en 2018, 2020 et 2022.
  - Vice-champion du Portugal en 2017, 2019, 2021 et 2023.
- Vainqueur de la Coupe du Portugal en 2020, 2022 et 2023.
  - Finaliste de la Coupe du Portugal en 2019.
- Vainqueur de la Supercoupe du Portugal en 2018, 2020 et 2022
- Vainqueur de la Coupe de la Ligue en 2023.
  - Finaliste de la Coupe de la Ligue portugaise en 2020.

### Distinctions personnelles
- Membre du onze de l'année de la Ligue Portugaise pour les saisons 2019-2020, 2021-2022 et 2022-2023[5].
- Meilleur joueur du championnat du Portugal pour la saison 2022-2023[6].